# Reichsstraße 118
Die Reichsstraße 118 (R 118) war bis 1945 eine Staatsstraße des Deutschen Reichs. Sie verlief in der damaligen preußischen Provinz Schlesien und nahm in Namslau (heute Namysłów) an der damaligen Reichsstraße 117 ihren Ausgangspunkt, verlief von dort auf der Trasse der heutigen polnischen DW 454 über Oppeln (jetzt Opole), kreuzte dort die ehemalige Reichsstraße 5 und überquerte die Oder, der sie flussaufwärts folgte (jetzige Droga krajowa 45), kreuzte auf der Höhe von Cosel (jetzt Kędzierzyn-Koźle) die frühere Reichsstraße 115 (jetzt Droga krajowa 40), verlief weiter nach Ratibor (jetzt Racibórz)  und weiter bis zur Reichsgrenze vor Oderberg (Bohumín), von der aus sie nach Errichtung des Protektorats Böhmen und Mähren im Jahr 1939 bis nach Ostrava (Mährisch Ostrau) fortgesetzt wurde und dort an der Reichsstraße 145 endete.
Ihre Gesamtlänge betrug rund 168 Kilometer.